# Central (Tennessee)
Central è un census-designated place (CDP) degli Stati Uniti d'America, situato nello stato del Tennessee, nella contea di Carter.